# Filip Totju

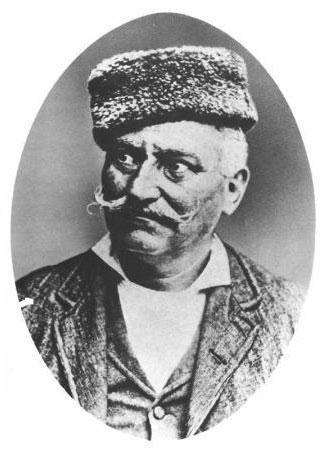
Filip Totju

Filip Totju, eigentlich Todor Todorow (bulgarisch Филип Тотю; * 1830 in Kilifarewo; † 23. März 1907 in Dwe Mogili), war ein bulgarischer Freiheitskämpfer.

## Leben
Er war der Anführer einer in der Stara Planina gegen das Osmanische Reich kämpfenden Freischar. Er wurde von den Osmanen verfolgt und ging daher 1863 nach Rumänien. 1867 kehrte er nach Bulgarien zurück. Es kam zu Kämpfen zwischen seiner Schar und osmanischen Truppen, in deren Folge seine Einheit im Bezirk Weliko Tarnowo zerschlagen wurde. Ihm gelang die Flucht nach Serbien. Später hielt er sich in Rumänien und Russland auf. Im Serbisch-Osmanischen Krieg führte er 1876 eine Truppe bulgarischer Freiwilliger.
Seit 2006 trägt der Filip-Totju-Nunatak in der Antarktis seinen Namen.